# Darnilia chinensis
Darnilia chinensis är en stekelart som beskrevs av Chen och He 1997. Darnilia chinensis ingår i släktet Darnilia och familjen bracksteklar. Inga underarter finns listade i Catalogue of Life.